# Pavel Romanovich Popovich
Pavel Romanovich Popovich (tiếng Nga: Па́вел Рома́нович Попо́вич, Pável Románovich Popóvich, tiếng Ukraina: Павло Романович Попович, Pavlo Romanovych Popovych; 5 tháng 10 năm 1930 – 29 tháng 9 năm 2009), là một phi hành gia người Liên Xô.
Popovich là nhà du hành vũ trụ thứ tư trong không gian, người thứ sáu trên quỹ đạo, người thứ tám và là người Ukraine đầu tiên du hành trong không gian.

## Tiểu sử
Ông sinh ra ở Uzyn, Kiev của Liên Xô (nay là Ukraina), là con trai của Roman Porfirievich Popovich (một lính cứu hỏa trong một nhà máy đường) và Theodosia Kasyanovna Semyonovskaya. Ông có một chị gái, hai em trai và một em gái.
Trong Chiến tranh thế giới thứ hai, Đức chiếm đóng Uzyn và đốt các giấy tờ, trong đó có giấy khai sinh của Popovich. Sau chiến tranh, những thông tin này được khôi phục qua các nhân chứng. Dù mẹ ông cho rằng ông sinh năm 1929 nhưng có hai nhân chứng khẳng định Popovich sinh năm 1930. Từ đó, 1930 trở thành năm sinh chính thức của ông.
Năm 1947, ông rời trường dạy nghề ở Bila Tserkva với chứng chỉ thợ mộc. Năm 1951, Popovich tốt nghiệp kỹ sư xây dựng từ một trường kỹ thuật ở Magnitogorsk và nhận bằng phi công.
Năm 1954, ông gia nhập Đoàn Thanh niên Cộng sản.
Ông kết hôn với Marina Popovich, một đại tá không quân Liên Xô về hưu, kỹ sư và phi công thử nghiệm huyền thoại của Liên Xô, người đã thẳng thắn về thực tại UFO. Họ có hai con gái. Sau đó họ ly dị và Popovich kết hôn với Alevtina Oshegova.

## Nhà du hành vũ trụ
Năm 1960, ông được chọn là một trong những nhóm phi công đầu tiên của hai mươi phi công lực lượng không quân đầu tiên sẽ được đào tạo như các phi hành gia cho chương trình vũ trụ của Liên Xô. Khóa huấn luyện diễn ra từ tháng 3 năm 1960 đến tháng 1 năm 1961 và Popovich đã vượt qua kỳ thi cuối cùng của mình tại Cosmonaut Basic Training vào ngày 17/1961. Ông được bổ nhiệm làm phi hành gia vào ngày 25 tháng 1 năm 1961.
Popovich được coi là một ứng cử viên sáng giá cho chuyến bay đầu tiên nhưng cuối cùng Yuri Gagarin đã được chọn cho chuyến bay Vostok 1, ông làm về liên lạc của chuyến bay.
Từ tháng 5 đến tháng 8 năm 1961, ông được huấn luyện để bay trên phi thuyền "Vostok-2" trong một nhóm các phi hành gia, theo sau (giữa tháng 9 và tháng 11 năm 1961) với huấn luyện bay "Vostok-3". Chuyến bay này đã bị hủy. Từ tháng 11 năm 1961 đến tháng 5 năm 1962, ông được đào tạo làm phi công cho "Vostok-4". Giữa tháng 6 và tháng 8 năm đó, Popovich được đào tạo thêm về việc duy trì tàu vũ trụ này.
Ông chỉ huy chuyến bay không gian Vostok 4 (tiếng Nga: Восток-4) vào năm 1962, cùng với Andrian Nikolayev trên tàu Vostok 3, là lần đầu tiên có hơn một tàu vũ trụ có người lái ở cùng một quỹ đạo. Biệt hiệu cuộc gọi của anh ta cho chuyến bay này là Golden eagle (Бе́ркут).
Vào tháng 1 năm 1964, ông trở thành một người hướng dẫn du hành vũ trụ, trở thành phó chỉ huy cho nhóm du hành vũ trụ thứ hai.
Popovich được chọn để chỉ huy một trong những cuộc đổ bộ lên mặt trăng theo kế hoạch của Liên Xô, và được huấn luyện cho giai đoạn này giữa năm 1966 và 1968, khi kế hoạch hạ cánh mặt trăng của Liên Xô bị loại bỏ.
Năm 1968, ông được chọn làm chỉ huy cho Soyuz 2, nhưng sau cái chết của Vladimir Komarov trong sự tái chiếm của Soyuz 1, Soyuz 2 đã được phóng mà không có thủy thủ đoàn.
Năm 1969, ông là một giảng viên phi hành gia cao cấp và trở thành (vào năm 1972) là Trưởng phòng đào tạo phi hành gia.
Năm 1974, ông chỉ huy chuyến bay thứ hai (và cuối cùng) của mình Soyuz 14 (tiếng Nga: Союз 14) vào năm 1974. Một lần nữa, dấu hiệu cuộc gọi của ông cho chuyến bay này là Golden eagle (tiếng Nga: Бе́ркут). Chuyến bay này là chuyến bay đầu tiên đến trạm không gian Salyut 3.
Năm 1977, ông nhận bằng sau đại học về khoa học kỹ thuật.
Tháng 3 năm 1978, ông làm nhiệm vụ tại Trung tâm điều khiển bay cho chuyến bay của Vladimír Remek trên tàu Soyuz 28.
Từ năm 1978, ông là phó giám đốc Trung tâm đào tạo phi hành gia Yuri Gagarin chịu trách nhiệm nghiên cứu và thử nghiệm. Từ 1980 đến 1989, ông là Phó Giám đốc Trung tâm đào tạo Cosmonaut. Vào tháng 1 năm 1982, ông bị loại khỏi danh sách các phi hành gia đang hoạt động, để ông có thể đảm nhiệm vị trí Phó Giám đốc nghiên cứu và kiểm tra khoa học tại Trung tâm.

## Nghiên cứu UFO
Năm 1984, Popovich gia nhập Ủy ban điều tra tất cả các liên minh mới được thành lập của Viện Hàn lâm Khoa học Nga về hiện tượng bất thường trên không và trở thành người đứng đầu Ủy ban UFO của Học viện.
Trong bộ phim tài liệu năm 2002 của SciFi Channel Out of the Blue, Popovich chuyển tiếp một chiếc UFO bên cạnh chiếc máy bay mà anh đang đi trên tàu khi anh trở về nhà từ Washington D.C với một phái đoàn các nhà khoa học. UFO đã được nhìn thấy bởi tất cả mọi người trên máy bay. Đó là hình tam giác hoàn hảo và phát ra một ánh sáng trắng rất sáng ở khoảng cách 1,5 km (0,93 dặm) và độ cao khoảng 1.000 mét (3.300 ft) so với trên máy bay. Vật thể có tốc độ ước tính 1.500 km/giờ (930 dặm một giờ) di chuyển song song với máy bay và vượt qua và vượt qua mặt phẳng trong khoảng 30 đến 40 giây.
Popovich là chủ tịch của Hiệp hội UFO của Nga.